# パシフィックパーク茅ヶ崎
パシフィックパーク茅ヶ崎（パシフィックパークちがさき）は、1960年代後半から1980年代後半にかけて神奈川県茅ヶ崎市にあったリゾート施設。中核施設であるホテルの正式名称はパシフィックホテル茅ヶ崎で、通称「パシフィックホテル」。

## 概要
1965年竣工。設計は菊竹清訓。垂直コアを客室が螺旋状に取り巻く設計で、メタボリズムの論理を直截に表現した建築であった。
俳優の上原謙と子息の加山雄三らが共同オーナーで、開業当初は著名人が多数訪れたことで有名となった。湘南の住民からは「パーク」という愛称で呼ばれ親しまれていた。
実際の経営は、共同オーナーのひとりである岩倉具憲 が手掛けていた。湘南海岸沿いにそびえ建つ斬新なデザインの建物で、ホテルだけではなく、ドライブイン、ボウリング場、ビリヤード場、プールなどの娯楽施設を併設し、当時としては最先端の高級リゾートを形成していた。
しかし1970年、上原・加山・岩倉らが役員を務めホテルを所有・運営していた企業「株式会社パシフィックジャパン」が倒産。23億円もの負債の返済に当てる為、ホテルは約18億円で売却された 。
その後ホテルは休業・再開を繰り返していたが、営業不振で1988年に完全廃業。所有権は点々と渡り、最終的にホテル自体は横井英樹に買収され、営業再開を目指したが、バブル経済崩壊後の不況で断念。1998年秋まで廃墟として存在していたが取り壊された。1999年、跡地には高級マンション「パシフィックガーデン」が建設され現在に至る。

## 館内・フロア

### 本館
11階
スカイバー マーブル
10階
スカイレストラン サファイヤ
9階-5階
客室
3階
中国料理 一閣、宴会場（日の出の間）
2階
フロント、宴会場（ピンクシェル、富士の間、高砂の間）
1階
和風レストラン 古都、ティールーム&レストラン フローレンス、ブティック puti

### 別館
2階
ボウリング場（26レーン）
1階
駐車場、レンタル ウィンドサーフィン、ジェットスキー

## 楽曲
ブレッド&バター、サザンオールスターズの楽曲にはこのホテルのことを歌った「HOTEL PACIFIC」という曲がある。
- ブレッド&バターの「HOTEL PACIFIC　ホテルパシフィック」は1981年発売。作詞は呉田軽穂、作曲は岩沢二弓。バンドのメンバーのひとりである岩沢幸矢は、若き日にホテルマンを目指し同ホテルでアルバイトをしていた事もある[2]。
- サザンオールスターズの「HOTEL PACIFIC」は、2000年7月25日に発売。同年夏に茅ヶ崎公園野球場で開催されたサザンオールスターズ茅ヶ崎ライブの記念曲として制作・発売された。作詞・作曲は、少年時代ホテル全盛期を眺めて過ごし、後に同ホテルでアルバイトもしたことがある、同バンドのボーカルの桑田佳祐。

なお、かつて経営者でもあった加山雄三によって上記の二曲ともカヴァーされ、2012年1月11日にドリーミュージックよりリリースされた「若大将・湘南FOREVER」（MUCD-1256~7）に収録されている。
また、2008年公開の、1960年代後半の日本を舞台とした映画『GSワンダーランド』の主題歌で、同年シングルとしてもリリースされた「海岸線のホテル」の歌詞にも“茅ヶ崎パシフィック・ホテル”が登場する。作詞は橋本淳、作曲は筒美京平。歌と演奏は、劇中登場する架空のグループ・サウンズであるザ・タイツメン（栗山千明、石田卓也、水嶋ヒロ、浅利陽介）。
桑田佳祐が作詞・作曲を手掛け、サザンオールスターズと研ナオコが歌唱した「夏をあきらめて」の2番の歌詞にもこのホテルが登場する。
杉山清貴＆オメガトライブの楽曲「ROUTE 134」 に、「パシフィック茅ヶ崎」として登場する。このホテルは国道134号線沿いにあった。

## 映像作品
- 1966年9月に公開された映画『歌う若大将』で、冒頭ドキュメンタリー場面において、ホテルのプールサイドが登場する。
- 同年10月に公開された映画『お嫁においで』では、ホテルの全景とアプローチ、スカイレストランが登場し、当時のホテル上層階からの眺望を見ることができる。
- 同年11月に公開された映画『なつかしい風来坊』では、有島一郎とハナ肇が浜辺で釣りをするシーンで、その背後にホテルの全景が小さく映り込んでいる（有島演じる人物が、茅ヶ崎在住という設定）。
- 1968年に公開された映画『ガメラ対宇宙怪獣バイラス』は、茅ヶ崎が舞台となっており、ホテルもロケ地として使用されたり、舞台背景として特撮ミニチュアも登場したりしている。
- 仮面ライダーXの第1話において戦闘シーンの背景にホテルの全景が写り込んでいる他、廃業後の建物も特救指令ソルブレイン、仮面ライダーZO、五星戦隊ダイレンジャーなど、特撮ヒーロー作品のロケ地として使用された。
- 小泉今日子の「渚のはいから人魚」、松本伊代の「太陽がいっぱい」のミュージック・ビデオのロケ地として使用[3]、プール施設があり海にも近いことなどからアイドルの歌番組などの中継としても度々使用されていた。
- 2007年8月26日～12月9日にテレビ神奈川で放送され、また、2008年5月に映画化された、ブレッド＆バターや岩倉瑞江らの青春時代をモデルにしたドラマ「サンシャインデイズ」に、ヒロインの一族が経営するホテルとしてパシフィックホテルの名前が登場している。
- 2019年の元日に発売した桑田佳祐 & The Pin Boysの作品「レッツゴーボウリング」のミュージック・ビデオに登場し、桑田がパシフィックホテルのボウリング場でボウリングをするという設定になっている[4]。